# فيليب كليمنت
فيليب كليمنت (مواليد 22 مارس 1974) هو لاعب كرة قدم سابق، ومدرب نادي موناكو الفرنسي حاليًا. لعب مع منتخب بلجيكا لكرة القدم، سبق له أن لعب في كأس العالم لكرة القدم مع منتخب بلاده.

## روابط خارجية
- فيليب كليمنت على موقع الاتحاد الدولي (مؤرشف)  (الإنجليزية)
- فيليب كليمنت على موقع الاتحاد الأوربي (الإنجليزية)
- فيليب كليمنت على موقع الاتحاد البلجيكي (الإنجليزية)
- فيليب كليمنت على موقع قاعدة بيانات كرة القدم.إي يو (الإنجليزية)
- فيليب كليمنت على موقع ليكيب (الفرنسية)
- فيليب كليمنت على موقع ناشيونال فوتبول تيمز (الإنجليزية)
- فيليب كليمنت على موقع Soccerway.com (الإنجليزية)
- فيليب كليمنت على موقع عالم كرة القدم.نت (الإنجليزية)
- فيليب كليمنت على موقع كووورة